# Emmerich Kálmán
Emmerich Kálmán (Imre Kálmán [ˈimrɛ ˈkaːlmaːn]), născut Imre Koppstein; n. 24 octombrie 1882, Siófok, județul Somogy, Ungaria – d. 30 octombrie 1953, Paris, Franța) a fost un compozitor evreu, originar din Ungaria.

## Biografie
A studiat muzica și în special pianul la Academia de muzică Franz Liszt. Din cauza unui reumatism la mâini, s-a reorientat spre compunerea de operete în stil vienez, cărora le-a dat un caracter maghiar prin utilizarea ceardașului. Persecutat de naziști, a plecat în Statele Unite, unde a devenit cetățean american. După război a revenit în Europa, stabilindu-se la Paris.
Că Emmerich Kálmán era un maestru al operetei vieneze devine evident din chiar vasta uvertură – o piesă minunată, al cărei gen de orchestrație va fi preluat și de primii ani ai filmelor musicale.În crearea și definirea muzicală a personajelor, Kálmán și libretiștii săi au urmat formula standard a Perioadei de Argint a operetei vieneze, perioadă începută efectiv cu Văduva veselă de Franz Lehár (1905) și terminată abrupt în anii ’30, când mare parte a forțelor creatoare a fost silită să părăsească Viena.
Lucrările lui urmează aproape fără excepție următoarea schemă: un duo principal (soprană și tenor) romantic, un duo comic (tot soprană și tenor) și numeroase personaje serioase și comice.
Muzica pentru perechea principală conține întotdeauna sonorități construite în tradiția muzicii romantice, fiind amplu orchestrată. Ea presupune cerințe vocale extreme pentru soprană, iar pentru tenor secțiuni deseori mai potrivite registrului baritonal.
Pe măsură ce stilul compozițional al lui Kálmán a evoluat, finalurile s-au dezvoltat și ele în numere de anvergură, conținînd pe lângă reprize, și numere ce contribuie la dezvoltarea graduală a personajelor și a situațiilor. Un prim exemplu în creația lui Kálmán îl constituie chiar finalul actului I din Contesa Maritza, care include, pe lângă numere de ansamblu și pasaje asemănătoare recitativelor, una dintre cele mai faimoase arii ale lui Kálmán, „Zi-i, țigan, zi mereu”.
În volumul său de amintiri, Emmerich Kálmán declara: “Am încercat să scriu muzica de dragul muzicii și nu din alte considerente. /…/ Cel mai mic cântec, cel mai neînsemnat vals trebuie să poarte scânteia care să electrizeze publicul și să-l cucerească /…/ Știu că numai o jumătate de pagină de Liszt va cantări mai mult decat toate operetele mele. Compozitorii mari vor avea întotdeauna admiratorii lor, dar paralel cu ei trebuie să existe și compozitori pentru un public căruia să-i placă o operetă veselă, ușoară, spirituală și elegantă”.

Asemenea compatriotului său Franz Lehár, Kálmán a fost unul dintre arhitecții a ceea ce avea să fie denumită perioada de argint a operetei vieneze din primul sfert al veacului trecut. Kálmán a adus un suflu proaspăt în muzică, a acordat mereu o mare importanță libretelor și și-a instrumentat mereu personal lucrările.
Principala lui contribuție în acest gen muzical a fost ușurința aparentă a îmbinării dintre caracterul sentimental al operetei vieneze și ritmurile energice, pline de culoare ale Ungariei natale. Pe urmele lui Franz Lehar și L. Fall, a marcat un gen aparte, substratul național unguresc al ritmurilor imprimând delicatelor melodii vieneze un fel de coloratură exotică.
Richard Specht scria în presa vieneză: “Muzica sa este proaspătă și plăcută, viguroasă prin inventivitate melodică naturală și maturitate deplină. În timp ce alții bâjbâie și experimentează, el stă pe tărâmul bogat al muzicii populare și de fiecare dată își atinge ținta."

## Lucrări muzicale
- 1908 Tatárjárás, Budapesta
  - 1909 Ein Herbstmanöver, Viena (versiunea germană a operetei Tatárjárás)
  - 1909 The Gay Hussars, New York (prima audiție americană)
  - 1912 Autumn Manoeuvres, Londra (prima audiție britanică)
- 1915 Silvia (Die Csárdásfürstin, Viena, (personaj principal: Silvia Vărescu)
- 1921 Baiadera
- 1924 Contesa Marița, Viena, (personaje principale: Contesa Marița, Principele Populescu),
- 1926 Prințesa circului (Die Zirkusprinzessin)
- 1930 Vioreaua din Montmartre, Viena

## Curiozități
Trenul de noapte EN 462/463 München-Viena-Budapesta are numele Kálmán Imre. Tot în memoria lui, asteroidul 4992 are numele Kalman.